# Loes Camper
Loes Camper (* 31. Juli 1958) ist eine ehemalige niederländische Fußballspielerin

## Karriere

### Vereine
Camper, die zuvor in Zeist in der Provinz Utrecht für den Zeister Sportclub Patria gespielt hatte, gehörte dem TSV Siegen als Mittelfeldspielerin an, für den sie ihre Punktspiele von 1990 bis 1994 in der Gruppe Nord der zweigleisigen Bundesliga bestritt. 
Nachdem sie viermal in Folge als Sieger aus der Gruppe Nord hervorgegangen war, erreichte sie ebenso oft das Finale um die Deutsche Meisterschaft und um den Vereinspokal. Die Meisterschaft gewann sie dreimal, den Pokal einmal. Ihre erste Finalspielteilnahme um die Deutsche Meisterschaft endete am 16. Juni 1991 im heimischen Leimbachstadion mit dem 4:2-Sieg über den FSV Frankfurt; an selber Stätte wurde am 28. Juni 1992 Grün-Weiß Brauweiler mit 2:0 bezwungen. Am 20. Juni 1993 hingegen wurde das Finale im Waldstadion von Limburgerhof gegen den TuS Niederkirchen mit 1:2 n. V. verloren; die Führung durch Silvia Neid wechselte durch die beiden Tore von Heidi Mohr. Mit dem 1:0-Sieg – erneut über Grün-Weiß Brauweiler – folgte am 19. Juni 1994 in Pulheim der dritte Titel. 
Im Pokalwettbewerb hatte sie ihre Finalspielpremiere am 22. Juni 1991 im Berliner Olympiastadion bei der 0:1-Niederlage gegen Grün-Weiß Brauweiler. Mit demselben Ergebnis an selber Stätte verlor sie am 23. Mai 1992 gegen FSV Frankfurt, bevor es am 12. Juni 1993 in Berlin zum erstmaligen Pokaltriumph reichte. Mit 6:5 im Elfmeterschießen wurde Grün-Weiß Brauweiler bezwungen; es sollte ihr einziger Pokalsieg bleiben, da Grün-Weiß Brauweiler sich im Jahr darauf revanchierte und am 14. Mai 1994 in Berlin mit 2:1 siegte. Das am 11. August 1992 in Hannover erstmals ausgetragene Finale um den Supercup konnte sie mit dem TSV Siegen gewinnen, nicht aber das am 1. August 1993 in Leverkusen ausgetragene; TuS Niederkirchen setzte sich mit 2:1 durch. 
Zur Saison 1994/95 wurde sie als Neuzugang des FC Rumeln-Kaldenhausen begrüßt. Als Zweiter der Gruppe Nord, und damit für die Endrunde um die Deutsche Meisterschaft qualifiziert, scheiterte sie mit ihrer Mannschaft im Halbfinale am FSV Frankfurt mit 3:7 nach Hin- und Rückspiel. Im Wettbewerb um den Vereinspokal schied ihre Mannschaft vorzeitig aus; im Viertelfinale unterlag man bei Grün-Weiß Brauweiler mit 1:4. Mit Ablauf des 31. Dezember 1994 beendete sie ihre Spielerkarriere und kehrte in die Niederlande zurück.

### Nationalmannschaft
Für die Nationalmannschaft der Niederlande bestritt sie 56 Länderspiele, in denen sie acht Tore erzielte. Am 19. März und am 8. Oktober 1983 bestritt sie u. a. die beiden EM-Qualifikationsspiele der Gruppe 4 gegen die Nationalmannschaft Deutschlands. In Venray endete das erste Spiel 2:2 unentschieden, wobei ihr in der neunten Minute ein Eigentor unterlief und in der 52. Minute der Ausgleich zum 1:1 gelang; in Siegen endete die Begegnung 1:1 unentschieden.

## Erfolge
- Deutscher Meister 1991, 1992, 1994, -Finalist 1993,
- DFB-Pokal-Sieger 1993, -Finalist 1991, 1992, 1994
- DFB-Supercup-Sieger 1992, -Finalist 1993